# Valley Park (Misuri)
Valley Park es una ciudad ubicada en el condado de San Luis en el estado estadounidense de Misuri. En el Censo de 2010 tenía una población de 6942 habitantes y una densidad poblacional de 666,58 personas por km².

## Geografía
Valley Park se encuentra ubicada en las coordenadas 38°33′3″N 90°29′35″O / 38.55083, -90.49306. Según la Oficina del Censo de los Estados Unidos, Valley Park tiene una superficie total de 10.41 km², de la cual 9.84 km² corresponden a tierra firme y (5.47%) 0.57 km² es agua.

## Demografía
Según el censo de 2010, había 6942 personas residiendo en Valley Park. La densidad de población era de 666,58 hab./km². De los 6942 habitantes, Valley Park estaba compuesto por el 85.06% blancos, el 3.96% eran afroamericanos, el 0.37% eran amerindios, el 6.31% eran asiáticos, el 0% eran isleños del Pacífico, el 1.96% eran de otras razas y el 2.33% pertenecían a dos o más razas. Del total de la población el 3.92% eran hispanos o latinos de cualquier raza.